# Ryan Holm
Ryan Holm (født 6. august 1937) er en dansk lærebogsforfatter og videnskabsjournalist, der har udgivet mere en 20 bøger hos forlaget Gyldendal. Derudover har han været videnskabsjournalist hos bl.a. Jyllands-Posten og Familie-Journalen samt andre medier. 
I 1989 var han medstifter af Unge Forskere.
Ryan Holm modtog i 2003 den prestigefyldte H.C. Ørsted Medalje i bronze for sit langvarige arbejde med fremme af videnskaben.

## referencer
1. ↑  Fødseldagsportræt i politiken.dk 6. august 2012
2. ↑  Unge Forskeres historie Arkiveret 28. september 2020 hos  Wayback Machine på ungeforskere.dk hentet 28. august 2020